# Velký Tisý
Velký Tisý je rybník v Jihočeském kraji, který je pátý největší v celé České republice. Je druhý největší v okrese Jindřichův Hradec. Nachází se nedaleko Lomnice nad Lužnicí 10 km severně od Třeboně u silnice na Veselí nad Lužnicí. Vodní plocha má rozlohu 317 ha. Hráz rybníka je 1850 m dlouhá a 5 m vysoká a zadržuje asi 4 mil. m³ vody. Dosahuje hloubky 3,4 m. Leží v nadmořské výšce 421 m.

## Historie
Rybník byl dostavěn Štěpánkem Netolickým jako jeden z prvních velkých rybníků Třeboňska v roce 1505. V letech 1506–20 byla postavena Zlatá stoka, která obtéká rybník z jihu a stala se pro něj stálým zdrojem vody. Hráze byly upraveny a rybník zvětšen Jakubem Krčínem roku 1569, přesto je hluboký kolem jednoho metru.

## Vodní režim
Byl vybudován na Miletínském potoce. Je bohatě napájen Zlatou stokou, která se do něj vlévá několika stokami na jižní straně, kde stačí napájet řadu dalších rybníků, včetně Malého Tisého. I z jeho hráze se odděluje několik stok, které vyživují rybníky Velký a Malý Dubovec, dále Velký a Malý Panenský a také Černičný rybník. Pod jeho hrází se nachází sádka Šaloun postavené Štěpánkem Netolickým, které slouží svému původnímu účelu dodnes. Hlavní výpust rybníka tvoří kamenná štola o rozměrech 110×190 cm hrazená dvěma dřevěnými lopatkami.

## Ochrana přírody
Spolu s rybníkem Malý Tisý je od roku 1957 součástí národní přírodní rezervace Velký a Malý Tisý. Je zde důležité hnízdiště a shromaždiště ptactva. Jedná se o jednu z nejvýznamnějších českých a mezinárodních rezervací.